# 費尼斯·蓋吉
費尼斯·蓋吉（英語：Phineas Gage，1823年—1860年5月21日），美國鐵路運輸工頭。他在一場意外事故中，被一支長鐵棍由左下臉頰刺入，穿越左眼後方，再由額頭上方頭頂處穿出腦殼。他雖然奇蹟似的生存下來，但自此性格大變。在他後來的12年中，經由治療醫師的長期研究，對人腦的機能探討大有貢獻。

## 受傷前
蓋吉原本是大西部鐵路公司的爆破工頭，1848年9月13日接受任務：負責炸開掉在鐵軌上擋着去路的大石頭。工人們因為分心，未鋪上防炸的泥土，蓋吉無意用自己隨身攜帶的長110公分、半徑3公分的鐵棒點燃引線，因為缺少了防炸，導致鐵棒直接炸出，貫穿蓋吉的左臉頰，從頭頂貫穿飛出，鐵棒掉落於25公尺外。原本被以為会命丧当场的盖吉，在兩分鐘後竟还可做出动作，被同事送去小鎮醫院。醫生使用大黃和蓖麻油醫治，三週之後即可以自由行動。

## 受傷後
蓋吉在1848年9月13日遭遇意外腦部受創後，奇蹟般逐漸康復，至11月25日已能夠返回他父母在新罕布夏州黎巴嫩鎮的家中。
1849年4月，醫生檢查蓋吉時，記錄他左眼失去了視力而且眼睑下垂，前額有一個大傷疤（因醫生需要排走膿腫而造成）。

## 轉變
大家公認的蓋吉原本是認真負責，做事有始有終，人緣良好的工頭。意外受傷之後雖然康復很快但他已經不是大家認識的蓋吉了，粗魯不雅，不聽勸導，自以為是，虎頭蛇尾。智商變成小孩子般。
神經學家將蓋吉作為前額葉皮質重要的研究資料，並確定前額葉皮質受損會使人容易產生衝動、反社會行為。

## 參閱
- 亨利·莫萊森
- 阿纳托利·布戈尔斯基